# Claus Stallknecht
Claus Stallknecht (født 1681 i Kappel, død 3. marts 1734) var en slesvigsk bygmester og arkitekt, som hovedsagelig virkede i Altona og i Viborg. Han var bror til Cay Stallknecht.
Claus Stallknecht blev født i den lille by Kappel i det nuværende Sydslesvig. Han blev håndværksuddannet. I 1714 kom han til Altona i Holsten, hvor han fik til opgave at forestå genopbygningen af byen, som under Den Store Nordiske Krig var blevet afbrændt af svenske tropper. Han blev udnævnt til stadsbygmester og byggede blandt andet et smukt rådhus i nordtysk senbarokstil. 
I 1726 kom han til Viborg for at genopbygge de offentlige bygninger, som var gået til ved den store brand, som hærgede byen den 25.-26. juni dette år. I forbindelse med opholdet i Viborg blev han udnævnt til landsbygmester og fik titel af kammerråd. Han genopførte domkirken, bisperesidensen, rådhuset og Sortebrødre Kirke. I de følgende år viste det sig, at domkirkens mure havde taget mere skade ved branden end først antaget. Efter utallige reparationer måtte kirken rives ned i 1860´erne. De øvrige nævnte bygninger står stadig. Det gamle rådhus, som nu rummer Skovgaard Museet, blev opført som en formindsket udgave af rådhuset i Altona, som blev ødelagt af bomber under 2. Verdenskrig. 
Claus Stallknechts bror, Cay Stallknecht, var også bygmester og assisterede broderen med arbejderne i Viborg. Han nedsatte sig i Vejle, hvor han blev klosterforstander. Han blev stamfader til slægten Stallknecht, som stadig findes i Danmark.